# Приборский сельсовет
Приборский сельсовет (бел. Пры́барскі сельсавет) — административная единица на территории Гомельского района Гомельской области Республики Беларусь. Административный центр — деревня Прибор.

## История
Образован в 1926 году.

## Состав
Приборский сельсовет включает 6 населённых пунктов:
- Восток — посёлок
- Новая Буда — деревня
- Пионер — посёлок
- Прибор — деревня
- Рандовка — деревня
- Щербовка — деревня